# بالانل و میونل
بالانل و میونل (رومانیایی: Miaunel și Bălănel) یک مجموعهٔ کارتونی رومانیایی است که در سال ۱۹۷۴ میلادی ساخته شد و پخش آن تا سال ۱۹۸۲ میلادی ادامه داشت.
این کارتون در ۶۰ قسمت تولید شده و هر قسمت آن ۸ دقیقه بود و دربارهٔ یک سگ و گربه بود که برخلاف تصور رایج عمومی مبنی بر دشمنی ایندو، با هم بسیار دوست و صمیمی بودند. سگ از دوستش در برابر خطرهای بیرونی محافظت می‌کرد، اما در این میان، یک گربهٔ خاکستری بدجنس بود که آرامش ایندو را بهم می‌ریخت…
بالانل و میونل در دههٔ ۶۰ خورشیدی از تلویزیون ایران نیز پخش شد.

## سایر شخصیت‌های این کارتون
- پسرکی به نام «یونوتس»
- مانوله (بولداگ)
- مونتانول (گربه)
- مونک (میمون)
- لوپول (گرگ)